# Czerniewiczki
Czerniewiczki – wieś w Polsce położona w województwie kujawsko-pomorskim, w powiecie włocławskim, w gminie Kowal, przy drodze wojewódzkiej nr 269. W latach 1975–1998 miejscowość administracyjnie należała do województwa włocławskiego.

## Demografia
W 1827 roku było tu 8 domostw, wieś liczyła 65 mieszkańców. W roku 2006 było ich 113, a według Narodowego Spisu Powszechnego (III 2011 r.) 108. Jest szesnastą co do wielkości miejscowością gminy Kowal.